# Elzunia joiceyi
Elzunia joiceyi är en fjärilsart som beskrevs av William James Kaye 1918. Elzunia joiceyi ingår i släktet Elzunia och familjen praktfjärilar. Inga underarter finns listade i Catalogue of Life.